# 정상원 (1975년)
정상원(Sangwon Chung, 1975~)은 대한민국의 기업인이다. 현재 국내 IT 기업 이스트소프트(ESTsoft)의 대표이사를 맡고 있다. 1999년 이스트소프트 첫 입사 후, 알툴즈 사업본부장과 자회사 줌인터넷의 부사장 직을 역임했다. 정상원 대표는 지난 20년간 이스트소프트에 재직하며 소프트웨어(SW)와 인공지능(AI) 산업 발전에 기여한 공로를 인정받아 2019년 중소벤처기업부가 주최하는 '벤처창업진흥 유공 포상'에서 산업 포장을 수상했다.

## 학력
- 2002년 서울대학교 수학과 졸업
- 1994년 마산중앙고등학교 졸업

## 경력
- 2021년~ 한국소프트웨어산업협회 서비스 혁신위원회 위원장
- 2016년~ 주식회사 이스트소프트 대표이사
- 2013년~2014년 주식회사 줌인터넷 부사장

## 수상내역
- 2019년 벤처창업진흥 유공 포상 산업포장[1]

1. ↑  www.etnews.com (2019년 12월 11일). “정상원 이스트소프트 대표, 벤처창업진흥 산업포장 수상”. 2021년 11월 16일에 확인함.